# 김다래 (희극인)
김다래(본명: 김지혜, 1979년 11월 16일 ~ )는 대한민국의 前 개그우먼이다.

## 학력
- 대진대학교 연극영화과 학사

## 생애
2000년 연극배우로 첫 데뷔하였으며, 1년 후 2001년 뮤지컬 배우로 데뷔했다가, 이듬해 2002년 KBS 17기 공채 개그맨으로 정식 데뷔하였다. 그러나 2012년 방송 활동을 마지막으로 연예계에서 은퇴하고 고향으로 귀향했다.

## 출연작

### 예능
- 《개그콘서트》 (KBS2)
- 《쇼! 행운열차》 (KBS2)
- 《tvNGELS 시즌3》 (tvN)
- 《세바퀴》 (MBC)
- 《무한도전》 - 276회 〈TV전쟁〉 게스트 (MBC)
- 《강심장》 (SBS)
- 《신의 한 수》 (JTBC)

### 드라마
- 《열여덟 스물아홉》 (KBS2) - 김선미 역
- 《당신뿐이야》 (KBS1) - 복순 역

### 영화
- 2003년 《갈갈이 패밀리와 드라큐라》 ... 다래 역
- 2010년 《비밀애》 ... 나레이터 모델 1 역 (특별출연)

### 라디오
- 《박준형, 김다래의 라디오 천하무적》 (KBS 쿨FM)

### CF
- 크라운제과 콘초 콘치

## 수상
- 2003년 KBS 연예대상 코미디부문 여자 신인상